# Симаков, Кирилл Сергеевич (фотограф)
Симаков Кирилл Сергеевич (род. 15 августа 1984, Москва) — российский фотограф, член-корреспондент Российской Академии Художеств, член Американского фотографического общества, Национальной профессиональной ассоциации фотографов Италии.

## Биография
Родился 15 августа 1984 года в Москве. В 2006 году окончил Московский государственный областной университет, лингвист в области индоевропейских языков.
Во время учёбы в университете увлекся фотографией и начал работать в культурном фонде «Национальная портретная галерея».
В 2012 и 2018 годах дважды проходил обучение в Нью-Йорском Институте Фотографии по дисциплинам «портретная фотография» и «маркетинг в фотографии».
C 2018 по 2019 годы был официальным послом бренда Leica Camera в России.
В разные годы Симаков как фотограф работал со Стивеном Сигалом, Михаилом Горбачевым, Майей Плисецкой, Владимиром Этушем, Алексеем Баталовым, Полом Уокером, Аль Пачино, Вуди Алленом, Эли Визел, Ромеро Бритто, Марком Костаби, Дени Де вито, Меган Фокс и другими известными людьми.

## Международные выставки и премии
- Red Dot Miami — 2019, Майами[5].
- MIFA (Moscow International Foto Awards) — бронза в категории «Архитектура», 2020[6].
- Shanghai International Art Fair — 2020, Шанхай[7].
- Start Venice. Venice Biennale, Венеция, Италия, 2021[8].

- TIFA (Tokyo International Foto Awards) — бронза в категории «Архитектура», 2021, Токио[9].
- Venice Art fair — 2022, Венеция[10].
- Artexpo New York — 2024, Нью-Йорк[11].
- Групповая выставка финалистов Первого ежегодного всемирного конкурса художественной фотографии, Галерея C+C Photography — 2024, Нью-Йорк[12].

## Персональные выставки
- «Борислав Струлев и Друзья», Консерватория, г. Белгород (28 фотопортретов)[13].
- «New York or Nowhere», Дизайн-Завод FLACON, Москва, 2017 (40 фоторабот)[14].
- «Выдающиеся Люди. Портреты на Скейтбордах», Дизайн-Завод FLACON, г. Москва (15 работ).
- «А я иду. А он — со мной», Москва, 2020[15].
- «Люди. Города», Галерея Москва, Москва, 2018.
- «Люди. Города» (часть 2), МВК Российской Академии Художеств, Москва, 2021[16].
- «Моя Москва», Парк Горького, Москва, 2021[17].
- «Люди. Города» (часть 3), Арт-пространство Московского дома книги «Окно в искусство», Москва, 2022.
- «Светила», галерея Alchemy, Милан, Италия, 2022.
- «Современники», SMART-библиотека им. Ахматовой в ММДЦ «Москва-Сити» (в рамках проекта «Библионочь»), Москва, 2022[18].
- «Абсолют перспективы», Москва, 2022—2023[19].
- «Сказочный Бергамо», Бергамо, Италия, 2023[20].
- «Цитадель», МВК «РАХ», Москва, 2023[21].
- «Горизонты мира», Церковь Святого Духа, Бергамо, Италия, 2023,[22].
- «Моя Москва», Проект Московского дома книги «Окно в искусство», Москва, 2023, [23].
- «Воображаемый город», Культурный Центр Сан Бартоломео, Бергамо, Италия, 2023[24].
- «Моя Москва», Парк Горка в составе Парка культуры и отдыха Сад «Эрмитаж», Москва, 2024[25].
- «Моя Москва», Российский центр науки и культуры в Риме, Рим, Италия, 2024[26].
- «Абсолют Перспективы», Выставочное пространство А-house, Москва, 2024[27].
- «Зима в городе», Парк Горка в составе Парка культуры и отдыха Сад «Эрмитаж», Москва, 2024[28].